# Balafón
El balafón o baláfono es un instrumento idiófono de teclado de madera, con resonadores de calabaza, oriundo de África Occidental (mandinga, senufo y gur). El sonido es producido al golpear unas barras afinadas de madera béné, generalmente 20, con dos mazos perfectamente acolchados. Es de la misma familia de percusión afinada a la que pertenecen los instrumentos xilófono, marimba, glockenspiel y vibráfono. El balafón dio origen a la marimba desarrollada en territorio americano. Los resonadores del instrumento están hechos con la calabaza de Lagenaria siceraria.